# Vlkoš – statek
Vlkoš – statek je přírodní památka v Kanovsku, části obce Vlkoš v okrese Přerov v Olomouckém kraji. Tvoří ji dům čp. 25, na jehož půdě se vyskytuje letní kolonie netopýra brvitého.

## Historie
Kolonie netopýra brvitého (Myotis emarginatus) byla na půdě domu čp. 25 objevena v roce 1998. I přes stavební úpravy a problémy způsobené při využívání půdy obyvateli domu kolonie přetrvala a od roku 2005 probíhá její pravidelný monitoring. Chráněné území vyhlásil Krajský úřad Olomouckého kraje v kategorii přírodní památka s účinností od 31. prosince 2013. Předmětem ochrany je biotop netopýra brvitého.

## Přírodní poměry
Přírodní památku s rozlohou 0,0241 hektar tvoří dům čp. 25 v Kanovsku. Ten se nachází v nadmořské výšce 200 metrů a překrývá se s evropsky významnou lokalitou Vlkoš – statek.

### Abiotické poměry
Geologické podloží tvoří kvartérní sedimenty. Na povrch vystupuje souvrství písčitých hlín a hlinitých písků, zatímco hlouběji se nachází stěrkopísčité souvrství. V geomorfologickém členění Česka přírodní památka leží v Hornomoravském úvalu, konkrétně v podcelku Středomoravská niva a ve stejnojmenném okrsku, tvořeném náplavovou rovinou podél řeky Moravy.
V rámci Quittovy klasifikace podnebí se přírodní památka nachází v teplé oblasti T2, pro kterou jsou typické průměrné teploty −2 až −3 °C v lednu a 18–19 °C v červenci. Roční úhrn srážek dosahuje 550–700 milimetrů, počet letních dnů je 50–60, počet mrazových dnů se pohybuje mezi 100–110 a sněhová pokrývka zde leží 40–50 dnů v roce.

### Biota

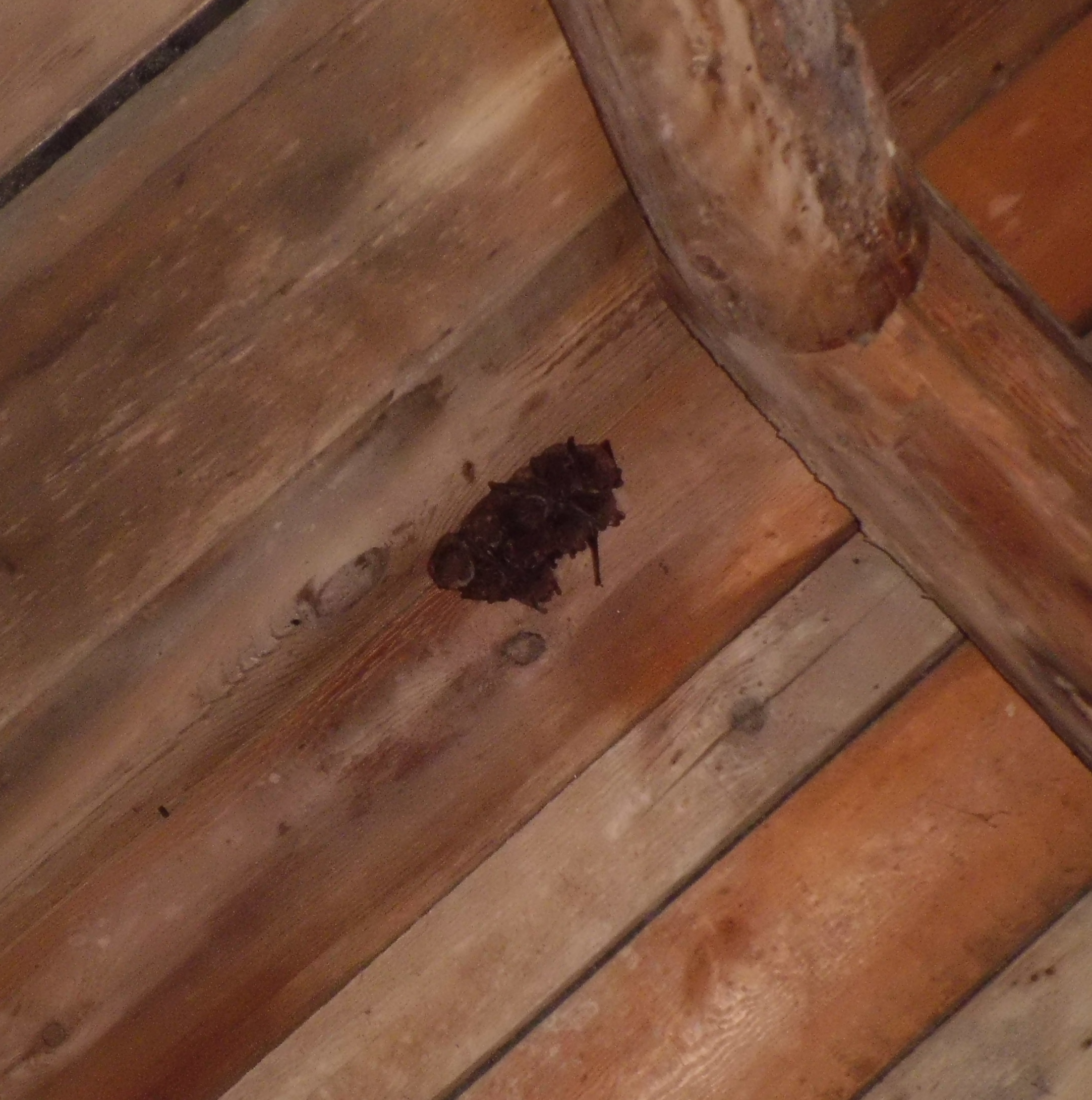
Netopýr brvitý na půdě domu

Krajina v okolí vesnice je silně přeměněna zemědělstvím. Z původního krajinného pokryvu se v širším okolí dochovaly fragmenty lužních lesů, luk a mokřadních prostředí, v nichž přežívají společenstva měkkýšů a korýšů záplavových tůní.
Letní kolonie netopýra brvitého se nachází na půdě domu čp. 25. V době před vyhlášením ochrany čítala 80–130 jedinců.